# Werner Pfromm
Werner Pfromm (geb. 5. November 1915 in Saarlouis; gest. 16. Juli 1986) war ein deutscher Jurist.

## Lebensweg

### Bis zum Ende des Zweiten Weltkriegs
Werner Pfromm stammt aus einer katholischen Familie. Sein Vater war Polizeisekretär. 1919 zog die Familie von Saarlouis nach Köln. Seit 1926 besuchte Pfromm in Köln das staatliche Friedrich-Wilhelm-Gymnasium, wo er im Jahr 1935 sein Abitur ablegte. Er wurde schon als zehnjähriger Schüler Mitglied im Verein für das Deutschtum im Ausland. Im Frühjahr 1933 trat Werner Pfromm in die Hitlerjugend ein; im März 1934, im Alter von 18 Jahren, in die NSDAP. Im Jahr darauf, 1935, war Pfromm Oberkameradschaftsführer der Hitlerjugend.
Pfromms Antrag auf Immatrikulation in die juristische Fakultät der Universität Köln wurde im Sommer 1935 zunächst abgelehnt, weil er zu diesem Zeitpunkt seine Arbeitsdienstpflicht noch nicht erfüllt hatte. Im Wintersemester 1935/1936 wurde er dann zunächst doch zum Studium zugelassen, jedoch nur für ein Semester. Von April bis September 1936 wurde er zum Reichsarbeitsdienst einberufen, gleich anschließend zur Ableistung seiner zweijährigen Wehrpflicht. Um sein Studium finanzieren zu können, verpflichtete Pfromm sich freiwillige für ein weiteres Jahr bei der Wehrmacht, die ihn zum Vermessungsoffizier bei der Flugabwehr ausbildete. Pfromm blieb von diesem Zeitpunkt bis zum Ende des Zweiten Weltkriegs im Mai 1945 Offizier der Wehrmacht. Er diente zunächst in Sachsen, später bei der 14. Flak-Division im Raum Köln. Im Sommer 1944 war er für zwei Monate an die Westfront abkommandiert. Da Pfromm im Übrigen „heimatnah“ eingesetzt wurde, konnte er sein Studium der Rechtswissenschaft fortsetzen und im April 1941 abschließen. Ab April 1941 wurde Pfromm als Referendar im Oberlandesgerichtsbezirk Dresden geführt, trat aber seinen Vorbereitungsdienst nicht mehr vor dem Kriegsende an. Pfromm hat somit sein gesamtes juristisches Studium in der Zeit des Nationalsozialismus absolviert, ist jedoch in dieser Zeit niemals als Jurist praktisch tätig geworden.
Als Pfromms offizieller (ziviler) Wohnsitz galt seit 1942 Leipzig. Dort hatte er in demselben Jahr die Kaufmannstochter Charlotte Grohse geheiratet.
Bis Dezember 1944 war Pfromm Batterieführer im Rang eines Hauptmanns bei der Kölner Flugabwehr. In der Wehrmacht übte Pfromm die Funktion eines nationalsozialistischen Führungsoffiziers (NSFO) aus, das heißt, er hatte nicht nur eine militärische Führungsposition, sondern auch eine politisch-weltanschauliche Erziehungsaufgabe im Sinne der nationalsozialistischen Ideologie. In einer Beurteilung vom Spätsommer 1944 wurde Pfromm als „Überzeugter Nationalsozialist, ganz besonders geeignet, das nationalsozialistische Gedankengut zu vermitteln.“ bezeichnet. Am 1. Oktober 1944 beurteilten seine Vorgesetzten Pfromm als einen Menschen, „der aufgrund seiner genossenen Schulung in den Gliedern der Partei […] stets geeignet ist, nationalsozialistisches Gedankengut zu vermitteln.“
Im Dezember 1944 wurde Pfromm aus seiner Flak-Einheit abgezogen und an die Ostfront versetzt. Zur gleichen Zeit wurde er als nationalsozialistischer Führungsoffizier seiner Einheit abgelöst.
Das Kriegsende erlebte Pfromm an der Ostfront. Er geriet kurzzeitig in Kriegsgefangenschaft.

### Nach dem Ende des Zweiten Weltkriegs
Nach Ende seiner kurzen Kriegsgefangenschaft wurde Pfromm am 18. Oktober 1945 zunächst zur Fortsetzung seines juristischen Vorbereitungsdienstes im für ihn zuständigen Oberlandesgerichtsbezirk Dresden zugelassen, jedoch wieder entlassen, als dort seine NSDAP-Mitgliedschaft bekannt wurde. Kurz darauf bewarb Pfromm sich im Oberlandesgerichtsbezirk Jena, also erneut in der sowjetischen Besatzungszone. Nachdem er dort zunächst angenommen worden war, wurde er im Juni 1946 endgültig von der Referendarausbildung in der sowjetisch besetzten Zone ausgeschlossen. Daraufhin ging Pfromm nach Westdeutschland. Im Februar 1947 meldete er sich im Oberlandesgerichtsbezirk Düsseldorf, wo er nach Abschluss seines Entnazifizierungsverfahrens zum Vorbereitungsdienst zugelassen wurde. Sein Entnazifizierungsverfahren verlief für Pfromm problemlos; er wurde in die Kategorie V („Entlastet“) eingestuft. Am 18. Oktober 1951 legte Pfromm in Düsseldorf sein zweites juristisches Staatsexamen mit der Note „Ausreichend“ ab und wurde am 2. November 1951 zum Assessor ernannt. Am 1. November 1953 wurde er zum Staatsanwalt in Köln berufen.
Im November 1953 war Pfromm Assessor bei der Staatsanwaltschaft Bonn, unter Oberstaatsanwalt Franz Drügh. Zum 1. April 1954 wurde Pfromm an die Staatsanwaltschaft Bonn versetzt. Im selben Jahr wurde er Leiter der Pressestelle der Bonner Staatsanwaltschaft. Mehrere Jahre lang war Pfromm Staatsanwalt für politische Angelegenheiten in Bonn. Am 1. August 1965 wurde Pfromm zum Ersten Staatsanwalt befördert, am 1. März 1968 zum Leitenden Oberstaatsanwalt am Landgericht Bonn. Als Leitender Oberstaatsanwalt beim Landgericht in Bonn, der damaligen Bundeshauptstadt, war Pfromm wiederholt an Gerichtsverfahren beteiligt, die Politiker der Bonner Republik betrafen.
Am 2. August 1974 wurde Pfromm Generalstaatsanwalt in Köln.
Pfromm wurde Mitglied der im Dezember 1948 gegründeten FDP.

#### Das Verfahren gegen Hans Globke, 1960/61
Im Mai 1961 musste auf Intervention von Bundeskanzler Konrad Adenauer der hessische Generalstaatsanwalt Fritz Bauer das von ihm im Jahr 1960 eingeleitete Ermittlungsverfahren gegen Hans Globke, den damaligen Chef des Bundeskanzleramts und früheren Kommentator der Nürnberger Rassengesetze, an die Staatsanwaltschaft Bonn – und damit an Werner Pfromm – abgeben. Max Merten, ehemaliger Verwaltungsoffizier der Heeresgruppe E der deutschen Wehrmacht im griechischen Thessaloniki, hatte durch seine Aussagen Hans Globke schwer belastet und ihn mitverantwortlich für den Holocaust in Griechenland gemacht. Pfromm stellte das Ermittlungsverfahren gegen Globke im Mai 1961 ein, weil er keinen hinreichenden Tatverdacht gegen Globke erkannte. Es habe sich „…nicht der geringste Anhaltspunkt für die Wahrheit der von Dr. Merten aufgestellten Behauptungen“ ergeben, dafür aber der „dringende Verdacht“ falscher Angaben.

#### Strafanzeige gegen Bundeskanzler Kurt Georg Kiesinger, Februar 1968
Am 29. Februar 1968 fand in Frankfurt am Main eine Demonstration gegen den Vietnamkrieg statt. Auf dieser Demonstration bezichtigte der Journalist Hermann Sittner (geb. 1935) den damaligen US-Präsidenten Lyndon B. Johnson des Völkermordes, und den damaligen Bundeskanzler Kurt Georg Kiesinger der Beihilfe zum organisierten Völkermord in Vietnam. Die Staatsanwaltschaft Frankfurt am Main erhob daraufhin Anklage wegen Beleidigung des Bundeskanzlers gegen Sittner. Dieser erstattete daraufhin Anzeige gegen Kiesinger wegen Beihilfe zum Völkermord. Sittners Strafantrag landete bei Werner Pfromm, der dem Bundeskanzler schon zwölf Tage später bescheinigte, dass kein Tatvorwurf gegen ihn zu erheben sei.

#### Das Verfahren gegen Wilhelmine Lübke, 1968
Pfromm ermittelte aufgrund einer Strafanzeige wegen des Verdachtes auf Verstoß gegen das Passgesetz gegen Wilhelmine Lübke, die Ehefrau des Bundespräsidenten von 1959 bis 1969, Heinrich Lübke. Er stellte das Verfahren nach Paragraph 153 II der Strafprozessordnung mit Zustimmung des Gerichts wegen Geringfügigkeit ein.

#### Das Fibag-Verfahren, 1968
Pfromm war im Jahr 1968 Ankläger in einem Gerichtsverfahren im Zusammenhang mit der Fibag-Affäre gegen den Verlagskaufmann Dr. Hans Kapfinger in Passau („Passauer Neue Presse“), den Filmkaufmann Wolfgang Winkel in München und den Land- und Gastwirt Anton Pell in Neukirchen bei Passau, denen Falschaussagen vorgeworfen wurden.

#### DieQuick-Affäre, 1972
Er war ferner an den Ermittlungen im Umfeld der Illustrierten „Quick“ beteiligt. Diese Zeitschrift hatte vertrauliche Dokumente zur Ostpolitik der Regierung unter Bundeskanzler Willy Brandt veröffentlicht. Höhepunkt der „Quick“-Affäre war die Veröffentlichung geheimer Gesprächsprotokolle des Verhandlungsführers bei den innerdeutschen Entspannungsgesprächen, Egon Bahr, im Jahre 1972. Pfromm und seine Staatsanwaltskollegen ermittelten gegen die Staatssekretäre Wolfram Dorn (FDP) aus dem Innenministerium und Joachim Raffert (SPD) aus dem Wissenschaftsministerium sowie gegen den Journalisten Paul W. Limbach.

#### Die Steiner-Wienand-Affäre, 1973
Pfromm war auch ermittelnder Staatsanwalt in der Steiner-Wienand-Affäre des Jahres 1973.

#### Pfromm bei der Kölner Zentralstelle zur Aufklärung von NS-Verbrechen, 1974–1980
Am 2. August 1974 ernannte der damalige nordrhein-westfälische Justizminister Diether Posser (SPD) den damals 59-jährigen Werner Pfromm, bis dahin Leiter der Anklagebehörde beim Landgericht Bonn, zum Generalstaatsanwalt im Oberlandesgerichtsbezirk Köln. Als neuer Kölner Generalstaatsanwalt war Pfromm zugleich Vorgesetzter der Kölner Zentralstelle für die Aufklärung von NS-Massenverbrechen, deren Leiter von August 1974 bis Dezember 1978 der Oberstaatsanwalt Dr. Rudolf Gehrling war. Von den beiden in Nordrhein-Westfalen im Herbst 1961 eingerichteten Zentralstellen – auf die Verfolgung von NS-Verbrechen spezialisierte Staatsanwaltschaften – in Dortmund und Köln war die Kölner Zentralstelle für die Bearbeitung von NS-Massenverbrechen in Konzentrationslagern zuständig.
Von 1974 bis 1980 war Pfromm einer der ranghöchsten Juristen im Land Nordrhein-Westfalen.
Die Ermittlungen gegen die deutschen Verantwortlichen für die Juden-Deportation aus Frankreich hatte der Staatsanwalt Rolf Holtfort von der Kölner Zentralstelle zur Aufklärung von NS-Verbrechen geleitet. Der ehemalige SS-Obersturmbannführer und Gestapo-Chef Kurt Lischka war für die Deportation von mindestens 73.000 Juden aus Frankreich nach Auschwitz mitverantwortlich. Am 23. Oktober 1979 begann vor dem Landgericht Köln der Prozess gegen den Lischka, der am 11. Februar 1980 mit seiner Verurteilung zu zehn Jahren Freiheitsstrafe endete. Einen Tag nach Beendigung des Gerichtsverfahrens gegen Kurt Lischka erteilte Pfromm dem ihm unterstellten Staatsanwalt Rolf Holtfort telefonisch die Anweisung, nur jene Ermittlungen gegen mutmaßliche Beteiligte an der Judenverfolgung in Frankreich weiter zu bearbeiten, bei denen die Beschuldigten im Raum Köln/Bonn lebten. Alle anderen Fälle habe Holfort an die örtlich zuständigen Staatsanwaltschaften abzugeben. Das geschah; mit folgendem Ergebnis: Die Verfahren gegen die Juristen Hans-Dietrich Ernst, inzwischen Rechtsanwalt und Notar, Friedrich Merdsche, inzwischen vorsitzender Richter einer Kammer für Handelssachen am Landgericht Frankfurt am Main, und Rudolf Bilfinger, inzwischen Oberverwaltungsgerichtsrat am Verwaltungsgerichtshof Baden-Württemberg in Mannheim, wurden von den nun zuständigen Orts-Staatsanwaltschaften „aus Mangel an Beweisen“ eingestellt. Der Prozess gegen Heinrich Illers, inzwischen Senatspräsident am Landessozialgericht Niedersachsen in Celle, endete aufgrund seiner altersbedingten Verhandlungsunfähigkeit. Auf Betreiben Pfromms wurde der Staatsanwalt Rolf Holtfort an ein Jugendgericht versetzt, mit der Begründung, dass in seinem ursprünglichen Tätigkeitsbereich, der Aufklärung von NS-Verbrechen, keine Arbeit mehr anfalle.

#### Die Flick-Affäre, 1981
In der Flick-Parteispendenaffäre wehrte Pfromm als zuständiger Staatsanwalt einen Versuch des Präsidenten der Oberfinanzdirektion Köln, Hermann Mersmann, ab, die sich abzeichnende Affäre unter den Teppich zu kehren. Pfromm forderte stattdessen umgehend bei dem Steuerfahnder Klaus Förster die Akten des Falls an und beschloss nach deren Durchsicht, seinerseits Ermittlungen aufzunehmen.
Werner Pfromm ging am 1. Dezember 1980 in den Ruhestand. Er starb am 16. Juli 1986 im Alter von etwa 71 Jahren.